# Delta Team
Delta Team è una serie televisiva d'azione tedesca.
In Italia è stata trasmessa in prima tv dall'emittente satellitare criptata Duel TV con il titolo Copernicus Code, e in chiaro da Rete 4 con il titolo Delta Team. In seguito è stata replicata sulle emittenti Steel e Iris sempre con il titolo Delta Team.

## Episodi
| n° | Titolo originale      | Titolo italiano            | Prima TV Germania | Prima TV Italia |
| -- | --------------------- | -------------------------- | ----------------- | --------------- |
| 1  | Das Chamäleon (1)     | Il camaleonte (1)          | 23 aprile 1999    | 2003            |
| 2  | Das Chamäleon (2)     | Il camaleonte (2)          | 23 aprile 1999    |                 |
| 3  | Gnadenlose Erpressung | Virus mortali              | 27 aprile 1999    |                 |
| 4  | Scooter               |                            | 4 maggio 1999     |                 |
| 5  | Falsches Spiel        | Un'arma cosmica            | 11 maggio 1999    |                 |
| 6  | Der Hiob-Mann         | Arma mentale               | 18 maggio 1999    |                 |
| 7  | Headhunter            | Intelligenza artificiale   | 25 maggio 1999    |                 |
| 8  | Im Namen Gottes       | Missione contro il diavolo | 1º giugno 1999    |                 |
| 9  | Unsichtbare Gegner    | L'avversario invisibile    | 6 marzo 2001      |                 |
| 10 | Der Schamane          | Lo sciamano                | 13 marzo 2001     |                 |
| 11 | Der Zeuge             | Il testimone               | 20 marzo 2001     |                 |
| 12 | Amok                  | Ipnosi omicida             | 27 marzo 2001     |                 |
| 13 | Letzter Wille         | Oltre la morte             | 3 aprile 2001     |                 |